# Problepsis attenuata
Problepsis attenuata är en fjärilsart som beskrevs av W. Warren 1909. Problepsis attenuata ingår i släktet Problepsis och familjen mätare. Inga underarter finns listade i Catalogue of Life.